# Филип I (Франция)
Вижте пояснителната страница за други личности с името Филип I.
Филип I Влюбчивия (на френски: Philippe Ier de France; * 23 май 1052; † 29 юли 1108) e крал на Франция от 1060 г. от династията Капетинги.

## Произход и управление
Син на крал Анри I и Анна Ярославна, дъщеря на Великия княз на Киев Ярослав Мъдри. Правнук е на основателя на династията Капетинги крал Хуго Капет.
Името му е екзотично за Западна Европа по онова време и е дадено от майка му Анна Ярославна, която е руска принцеса.

## Крал на Франция
Крал Анри I умира през 1060 г. и е наследен от Филип. В продължение на 9 години Анна управлява Франция като регентка на малолетния си син. Ко-регент е чичо му – Балдуин V Фландърски. За пръв конетабъл на Франция е назначен Алберик (Конетабъл е висша военна длъжност в средновековна Франция с главна функция защита на кралския домен, т.е. на владенията на краля).
През 1072 г. Филип се жени за Берта Холандска, дъщеря на граф Флоренс I Холандски. От този брак се раждат бъдещият крал Луи VI и принцеса Констанс.
Голяма част от царуването на Филип минава в борба срещу непокорни местни феодали. През 1077 г. той сключва мир с бъдещия английския крал и херцог на Нормандия, Гийом I, планирал преди това завземането на Бретан. През 1082 г. Филип анексира Вексин, а през 1100 – и Бурж.
Въпреки че бракът му с Берта носи наследник на короната, Филип се влюбва в Бертрад дьо Монфор, съпруга на граф Фулк Анжу. Филип се разделя с Берта и се жени на 15 май 1092 г. за 22-годишната Бертрад (Бертрада), като куриозното е, че последната горещо поддържа едно дълготрайно приятелство между крал и граф. Поради тези скандални прояви през 1094 г., Филип е отлъчен от църквата от епископа на Лион Юго, а по-късно и самият папа Урбан II потвърждава в Клермон отлъчването (ноември 1095) . Това е и основна причина Филип да не се включи в Първия кръстоносен поход и то като негов предводител. Братът на Филип, Юг дьо Вермандоа, обаче е включен като един от водачите на похода.Анатемата е снета, след като Филип изоставя Бертрад, но после той се връща при нея през 1104 г. и имат 3 деца.
Филип умира в замъка Мелюн на 29 юли 1108 г. и е погребан във Фльорийския манастир в Сен Беноа сюр Лоар, а не в базиликата „Сен Дени“, както останалите френски крале от династия на Капетинги. Гробът му е запазен и е с автентичен произход, тъй като манастира по време на Френската революция не е ограбван и осквернен. 
- Филип I на смъртния си одър
- Надгробен паметник на Филип I във Фльорийското абатство

## Деца
От първата си съпруга Берта Холандска (ок. 1058 — 30 юли 1093) има децата:
- Констанс Френска (1078 - 14 септември 1126), омъжена 1. от 1094 г. за Хуго (Юг) I Шампански, граф Шампан, Троа и Мо; 2. от 1106 г. за Боемонд I (1054 – 17 март 1111), княз на Антиохия, един от вождовете на Първия кръстоносен поход.
- Луи VI Дебелия (1 декември 1081 — 1 август 1137), крал на Франция от 1108 година
- Анри (1083 — умрял млад)
- Шарл (1085 — умрял млад)
- Ед (1087 – 1096).

От втората му съпруга Бертрада дьо Монфор (ок. 1059 — 14 февруари 1117), чийто брак е признат за незаконен и всички три деца от него се считат също незаконни:
- Филип
- Флор
- Сесил